# Баличов Іван Мойсейович
Іван Мойсейович Баличев (нар. 6 вересня 1924 — 22 листопада 1999) — учасник німецько-радянської війни, стрілок 957-го стрілецького полку 309-ї Пирятинської стрілецької дивізії 40-ї армії Воронезького фронту, Герой Радянського Союзу (23.10.1943), червоноармієць.

## Біографія
Народився 6 вересня 1924 року в селі Катанське нині Великописарівського району Сумської області в селянській родині. Російська. Закінчив 7 класів. Працював у колгоспі.
З вересня 1941 по серпень 1943 року жив на окупованій німцями території.
У серпні 1943 року призваний до лав Червоної Армії. Воював на Воронезькому і 1-му Українському фронтах. Був поранений і контужений.
Указом Президії Верховної Ради СРСР від 23 жовтня 1943 року за мужність і відвагу, проявлені в боях проти ворога під час форсування Дніпра, червоноармійцеві Балічеву Івану Мойсейовичу присвоєно звання Героя Радянського Союзу з врученням ордена Леніна і медалі «Золота Зірка» (№ 4956).
Після війни відважний воїн продовжував служити в лавах Збройних Сил СРСР. З 1950 року В. М. Балічев — у запасі. Працював завідувачем тваринницької ферми в колгоспі «Комуніст». Брав активну участь у масово-політичній роботі серед односельців. Жив у селі Катанське Великописарівського району. Помер 22 листопада 1999 року. Похований у рідному селі.

## Нагороди
- Медаль «Золота Зірка» Героя Радянського Союзу (№ 4956)
- Орден Леніна
- Орден Вітчизняної війни I ступеня
- Медалі, в тому числі:
  - Медаль «За перемогу над Німеччиною у Великій Вітчизняній війні 1941—1945 рр.»
  - Медаль «20 років перемоги у Великій Вітчизняній війні 1941—1945 рр.»
  - Медаль «30 років перемоги у Великій Вітчизняній війні 1941—1945 рр.»
  - Медаль «40 років перемоги у Великій Вітчизняній війні 1941—1945 рр.»